# União Futebol Comércio e Indústria
União Futebol Comércio e Indústria, oft abgekürzt als UFCI oder einfach Comércio e Indústria, ist ein Fußballverein aus der portugiesischen Stadt Setúbal. Er gehört zu den ältesten Fußballvereinen der Region.

## Geschichte
Die Gründung des Vereins war das Ergebnis des Zusammenschlusses von Mitgliedern der lokalen Handels- und Industriegemeinschaft am 24. Juni 1917 als União Football dos Empregados do Comércio e Indústria (dt. etwa „Fußballverein der Arbeitnehmer in Handel und Industrie“). In den ersten Jahrzehnten spielte Comércio e Indústria hauptsächlich auf regionaler Ebene, wo sie eine feste Größe waren. Die Teilnahme an regionalen Ligen half dem Klub dabei, lokale Talente zu fördern und jungen Spielern eine Möglichkeit zu geben, sich sportlich zu entwickeln. Besonders in den 1930er- und 1940er-Jahren etablierte sich der Klub als eines der stärksten Teams der Region Setúbal. Obwohl er nie die Popularität oder Erfolge von Vitória Setúbal, dem größten Verein der Stadt, erreichte, spielt der Klub eine bedeutende Rolle im lokalen Fußball und im gesellschaftlichen Leben der Region und hat im Laufe der Jahre eine enge Verbindung zur Stadt und deren Bewohnern aufgebaut.

## Erfolge
Im Vergleich zu anderen portugiesischen Vereinen hat Comércio e Indústria keine großen nationalen Titel gewonnen und hat nur sporadisch in den höheren Ligen des portugiesischen Fußballs gespielt. Dennoch ist der Verein regelmäßig in den regionalen Meisterschaften des Distrikts Setúbal erfolgreich und nimmt gelegentlich am Portugiesischen Pokal (Taça de Portugal) teil, wo er auf größere und bekanntere Vereine trifft.
Die größten Erfolge des Vereins auf nationaler Ebene sind vor allem seine Auftritte in der Taça de Portugal, bei denen Comércio e Indústria oft als „Underdog“ auftritt. Solche Spiele bieten dem Klub und seinen Fans die Möglichkeit, sich gegen professionellere Teams zu messen und gelegentlich für Überraschungen zu sorgen.
- AF SETÚBAL 1ª DIVISÃO (2): 1977/78, 1992/93[1]
- AF SETÚBAL 2ª DIVISÃO (2): 2004–05, 2018–19[1]
- AF SETÚBAL TAÇA: 2023/24[1]

## Ehemalige Spieler
- José Mourinho von 1985 bis 1987
- Albert Meyong Zé von 2020 bis 2021